# Abgaspfeife

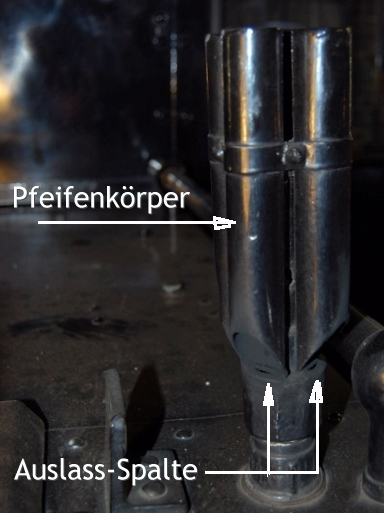
Abgaspfeife, Funktion

Bei der Abgaspfeife handelt es sich um eine technische Vorrichtung zur Erzeugung akustischer Signale bei Triebfahrzeugen der Eisenbahnen.
Die Eisenbahn-Bau- und Betriebsordnung und die entsprechenden Regelungen für Anschlussbahnen fordern für Triebfahrzeuge und Nebenfahrzeuge mit Kraftantrieb eine Einrichtung zum Geben akustischer Signale. Diese werden bei Dampflokomotiven als Dampfpfeifen und bei Diesel- und Elektrolokomotiven im Allgemeinen als Druckluftpfeifen (auch in Form des Typhons/Makrophons) ausgeführt, weil diese Fahrzeuge  wegen der durchgehenden Druckluftbremse ohnehin über eine Druckluftversorgung verfügen.
Kleinlokomotiven mit Verbrennungsmotoren (besonders der Leistungsgruppe I) und Feldbahnlokomotiven, die weder Dampf noch eine Druckluftanlage besitzen, verfügen oft stattdessen über eine Abgaspfeife.
Vom Führerstand aus kann über ein mechanisches Gestänge ein Ventil bedient werden, das einen Teil der Auspuffgase zur Pfeife leitet. Dabei strömen die Auspuffgase durch schmale Spalte gegen einen oder mehrere Pfeifenkörper (Röhren oder Glocken). Der aufprallende Gasstrom erzeugt – ähnlich wie eine Orgelpfeife – Schwingungen, die als Ton wahrgenommen werden.